# Concentración Nacional
De Concentración Nacional (Nederlands: Nationale Concentratie) was de benaming van de Chileense politieke coalitie die in juli 1948 onder het presidentschap van Gabriel González Videla werd gevormd en tot februari 1950 aan de macht bleef. De Concentración Nacional bestond uit centrum en centrumrechtse politieke partijen. 
De centrumlinkse Partido Socialista (Socialistische Partij) was met enkele ministers die behoorden tot de anticommunistische rechtervleugel in de coalitie vertegenwoordigd.

## Kabinetten van deConcertación Nacional
| Ministerie                                  | Naam                                                                            | Periode                  | Partij                                              |
| ------------------------------------------- | ------------------------------------------------------------------------------- | ------------------------ | --------------------------------------------------- |
| Binnenlandse Zaken                          | Jaime Alfonso Quintana Burgos Immanuel Holguer Torres                           | 1948 -1950               | Radical Militair                                    |
| Buitenlandse Zaken                          | Germán I. Riesco Errázuriz                                                      | 1948-1950                | Liberal                                             |
| Financiën                                   | Jorge Alessandri Rodríguez Arturo Maschke Tornero                               | 1947-1950 1950           | Onafhankelijk                                       |
| Justitie                                    | Luis Felipe Letelier Icaza Juan Bautista Rossetti Colombino Eugenio Puga Fisher | 1948-1949 1949-1950 1950 | Conservador Tradicionalista Socialista Democrático  |
| Onderwijs                                   | Ulíses Vergara Osses Armando Mallet Simonetti Manuel Rodríguez Valenzuela       | 1948 1948-1950 1950      | Radical Socialista Onafhankelijk                    |
| Defensie                                    | Guillermo Barrios Tirado                                                        | 1947-1952                | Militair                                            |
| Openbare Werken, Spoorwegen en Communicatie | Ernesto Merino Segura Ricardo Labarca Benítez                                   | 1947-1950 1950           | Radical Onafhankelijk                               |
| Mijnbouw en Bodemschatten                   | Fidel Estay Cortés Ciro Álvarez Brucher                                         | 1947-1950 1950           | Democrático Onafhankelijk                           |
| Landbouw                                    | Víctor Opaso Cousiño Francisco Steeger Schaffer                                 | 1948-1950 1950           | Liberal Onafhankelijk                               |
| Arbeid                                      | Ruperto Puga Fisher Luis Felipe Letelier Icaza Fernando García Oldini           | 1948-1949 1949-1950 1950 | Democrático Conservador Tradicionalista Democrático |
| Volksgezondheid                             | Guillermo Varas Contreras Manuel Aguirre Geisse                                 | 1948-1950 1950           | Conservador Tradicionalista Onafhankelijk           |
| Economie en Handel                          | Alberto Baltra Cortés                                                           | 1947-1950                | Radical                                             |